# کنسرواتوار دولتی تفلیس
کنسرواتوار دولتی تفلیس (گرجی: თბილისის სახელმწიფო კონსერვატორია) یک کنسرواتوار دولتی موسیقی در کشور گرجستان است که در شهر تفلیس واقع شده‌است.
کنسرواتوار تفلیس در ۱ مه ۱۹۱۷ تأسیس شد و در اواخر همان سال «انجمن موسیقی روسیه» به‌طور رسمی به عنوان یک کنسرواتوار موسیقی به رسمیت شناخته شد. یک کنسرواتوار رقیب دیگر نیز در سال ۱۹۲۱ توسط دی. آراکیشویلی تأسیس شد و تا سال ۱۹۲۴ بود که این وضعیت رقابتی توسط رژیم شوروی به نفع کنسرواتوار اصلی حل شد. این کنسرواتوار از سال ۱۹۴۷ نام خواننده گرجستانی وانو ساراجیشویلی را به خود اختصاص داده‌است.
در میان نخستین مدرسان این کنسرواتوار، نامِ برخی از شاگردان موسیقی‌دانان برجسته چون فرانتس لیست، هنریک وینیافسکی، پیوتر ایلیچ چایکوفسکی، ایگناتس مشه‌لس و همچین هنرمندانی همچون یوزف لوین و رزینا لیوینا (یکی از بنیان‌گذاران مدرسه جولیارد) و زکریا پالیاشویلی دیده می‌شود.
از میان هنرمندان برجسته‌ای که در دوره‌ای از فعالیت این کنسرواتوار ریاست آن را بر عهده داشتند، می‌توان به نیکولای چیریپنین
، میخائیل ایپولیتف ایوانف، زکریا پالیاشویلی و نانا شاریکادزه اشاره کرد. گیا قانچلی و جرجی لاتسو یکی از دانش‌آموختگان نامدار این مرکز است.
کنسرواتوار دولتی تفلیس حدود ۲۰۰ استاد و ۴۰۰ هنرجو دارد.
رویدادهای فرهنگی که در کنسرواتوار برگزار می‌شود عبارتند از: انجمن‌های موسیقی، مسابقات ملی، سمپوزیوم‌های بین‌المللی و کنفرانس‌های علمی، کلاس‌های کارشناسی ارشد، کنسرت‌های مجلسی و سمفونیک و اجراهای اپرایی دانشجویی در استودیوی اپرای کنسرواتوار. برخی از هنرمندان نامداری که در این مکان برنامه اجرا کرده‌اند عبارتند از: ولادیمیر هوروویتس، سویاتوسلاو ریختر، داوید اویستراخ، امیل گیللس و مستیسلاف روستروپوویچ.
در ۱۴ سپتامبر ۲۰۲۲، «وزارت فرهنگ، ورزش و جوانان گرجستان» تلاش خود را بر رفع کمبود سازها و آلات موسیقی در کنسرواتوار دولتی تفلیس آغاز کرد. یک قرارداد خرید چند ساله با شرکت تولیدکننده پیشروی پیانو در جهان، استاین‌وی و پسران، امضا شد که بر اساس آن ۷۸ پیانوی گرند به تدریج تا سال ۲۰۲۵ به کنسرواتوار دولتی تحویل می‌شود. از زمان تأسیس استاین‌وی و پسران و سابقه فعالیت آن، این قرارداد در اروپا بی‌سابقه و قابل توجه است، با توجه به این واقعیت که گرجستان به مدت ۵۰ سال هیچ‌گونه خریدی در زمینهٔ ادوات موسیقی نداشت.